# 皇牌空战X2 联合攻击
《皇牌空战X2 联合攻击》是一款2010年的PlayStation Portable游戏，由南梦宫万代游戏开发并发行。

## 游戏系统
该游戏既有单人模式，亦有支持基础模式和特别模式的多人连线模式。游戏的合作战役最多支持四人连线，而对抗模式最多支持八人连线。战役模式的任务会用到联合攻击系统，玩家们会被分为几个小队，每个队的成果会对其他小队的形势有影响。游戏的一个新特性是增强战斗视野，去除了其他空战模拟游戏中常见的距离攻击。

### 战斗机
《联合攻击》中提供40多种真实战斗机，另外还有许多前作中出现的虚构战斗机，尤其是《诡影苍穹》中的机型。该作是同系列作品中首次出现螺旋桨飞机，玩家可以解锁地狱猫和零式战斗机。使用一家战机多次后可解锁更多武器、升级配件、刷漆、添新标志。游戏中的超级战机是GAF-1 Varcolac。

## 故事劇情
世界觀由虛構世界轉回去現實世界，時間設定在爆發了全球金融危機的20xx年。私人軍事企業馬丁尼茲保安公司（Martinez Security）的空戰部隊，“心宿二”（Antares）中隊和“参宿七”（Rigel）中隊參與在中途島的美日聯合演習中，東京受到不明來歷的巨型飛船和空軍部隊襲擊，然後馬丁尼茲公司的空戰部隊臨危受命，和日本自衛隊聯手把侵攻日本的不明武裝份子擊退，但参宿七中隊卻接受恐怖份子領袖尼古拉·德米特里斯（Nicolae Dimitriscu）上校的招攬而脫隊。
在東京受襲後，一個名為「瓦拉奇亞」（Valahia）的東歐極左恐怖組織承認責任，並宣稱會繼續對西歐國家發動恐怖襲擊。為了應對瓦拉奇亞的恐怖活動，聯合國成立了名為“國際聯合維持和平軍”（IUPF）的國際聯合軍，而馬丁尼茲公司的僱傭兵團也參與其中。心宿二中隊先後在埃及、土耳其、東歐和英國倫敦化解瓦拉奇亞軍的攻勢，還和背叛主角們的前参宿七中隊—“瓦科拉克”（Varcolac）中隊數次交手。主角還駕駛波音747-200客機，護送最近以推銷戰災保險生意而一夜暴發的保險公司總裁安德烈·奧利維埃里（Andre Olivieri）。
在戰事的發展，瓦拉奇亞佔據了位於中亞的前蘇聯戰略導彈基地並部署核彈，組織領袖尼古拉·德米特里斯上校突然宣布成立獨立國家，以實現推翻資本主義的共產主義理想。IUPF就在該處和瓦拉奇亞決戰，決戰勝利後，瓦拉奇亞組織宣告瓦解。
不過，心宿二中隊收到從德米特里斯上校死前傳送給他們的一份叫「金斧頭計劃」（Golden Axe Plan）的資料，發現這場戰爭其實是由奧利維埃里保險公司的總裁安德烈·奧利維埃里在幕後操縱！他策動這場戰爭，就是為了吸引全世界的人去購買他的戰災保險，從而壟斷國際保險業市場。不止瓦拉奇亞，連IUPF的幕後金主都是他。但是德米特里克斯上校因為不想做被金錢所束縛著的走狗，所以他背叛奧利維埃里，並企圖向全世界公開真相，所以奧利維埃里命令IUPF去剷除這個阻礙他的計劃的威脅，不過，奧利維埃里卻沒有放棄這個陰謀，他重組了由瓦拉奇亞遺下的殘餘軍隊成為他的私人軍隊，準備攻擊美國舊金山，亦是他的公司總部的所在地。
於是，心宿二中隊急速打道回去美國阻止「金斧頭計劃」的實現，並在中途島上進行整備維修。不過，在奧利維埃里在舉辦預祝他的計劃成功的晚宴時，瓦科拉克中隊隊長蘇萊曼尼（Sulejmani）親自上來告訴奧利維埃里說馬丁尼茲的心宿二中隊已知悉他的陰謀，所以奧利維埃里就派遣他的軍隊去中途島將他們滅口，不過在心宿二中隊的努力下成功擋下攻勢，並前住美國東岸的太浩湖和内華達沙漠，先消耗準備對進攻舊金山的金斧頭計劃的部隊主力，然後在舊金山防衛戰中和奧利維埃里作個了斷。心宿二中隊和瓦科拉克中隊進行最後的死鬥，最終瓦科拉克中隊被心宿二中隊擊敗而亡。然後心宿二中隊對安德烈·奧利維埃里發出最後一擊，金斧頭計劃隨著主謀安德烈·奧利維埃里的死亡而破產，瓦拉奇亞戰爭的真相亦公諸於世，世界恢復和平了。